# Terrence Malick
Terrence Frederick Malick (Ottawa, Illinois, 1943. november 30. –) amerikai forgatókönyvíró, filmrendező, producer.

## Életpályája
Szülei: Emil Malick és Irene Malick voltak. Gyermekéveit Oklahomában és Texasban töltötte. Egyetemi tanulmányait a Harvard Egyetemen és az Oxfordi Egyetemen végezte el. Rendezőként 1969-ben debütált a Lanton Mills című filmmel, melyben színész és forgatókönyvíró is volt. A következő nagy filmje az 1978-as Mennyei napok voltak. 20 év után, 1998-ban jött a következő filmje, Az őrület határán. Ebben a filmben Nick Nolte, Sean Penn, John Travolta és George Clooney is szerepet kapott. 2011-ben Az élet fája című filmjével Arany Pálma-díjat nyert.

## Magánélete
1970-1976 között Jill Jakes volt a felesége. 1985-1998 között Michele Morette volt a párja. 1998 óta Alexandra Wallace-vel alkot egy párt.

## Filmjei

### Forgatókönyvíróként
- Lanton Mills (1969) (rendező és színész is)
- Drive, He Said (1971)
- Deadhead Miles (1972)
- Pocket Money (1972) (színész is)
- Sivár vidék (1973) (rendező, producer és színész is)
- A Dion fivérek (1974)
- Mennyei napok (1978) (rendező is)
- Az őrület határán (1998) (rendező is)
- A medve csókja (2002)
- Az új világ (2005) (rendező is)
- Az élet fája (2011) (rendező is)
- To the Wonder (2012) (rendező is)
- Kupák lovagja (2015) (rendező is)
- Voyage of Time (2016) (rendező is)
- Daltól dalig (2017) (rendező is)
- Radegund (2019) (rendező is)

### Producerként
- Endurance (1999)
- Bolond idők (2000)
- Gyönyörű ország (2004)
- Áramlat (2004)
- A szabadság himnusza (2006)
- The Unforeseen (2007)

## Díjai
- San Sebastian-i Arany Kagyló díj (1974) Sivár vidék
- a New York-i filmkritikusok díja (1978, 1998)
- cannes-i filmfesztivál legjobb rendezői díj (1979) Mennyei napok
- David di Donatello-díj (1979) Mennyei napok
- az amerikai filmkritikusok díja (1979) Mennyei napok
- berlini Arany Medve díj (1999) Az őrület határán
- a chicagói filmkritikusok díja (1999) Az őrület határán
- Arany Szatelit díj (1999) Az őrület határán
- Franklin J. Schaeffner-díj (2000)
- Kinema Jumpo-díj (2000) Az őrület határán
- Christopher-díj (2008) A szabadság himnusza
- Arany Pálma díj (2011) Az élet fája

## Fordítás
- Ez a szócikk részben vagy egészben  a   Terrence Malick című angol Wikipédia-szócikk fordításán alapul.  Az eredeti cikk szerkesztőit annak laptörténete sorolja fel. Ez a jelzés csupán a megfogalmazás eredetét és a szerzői jogokat jelzi, nem szolgál a cikkben szereplő információk forrásmegjelöléseként.